# Morinda triphylla
Morinda triphylla är en måreväxtart som först beskrevs av Adolpho Ducke, och fick sitt nu gällande namn av Julian Alfred Steyermark. Morinda triphylla ingår i släktet Morinda och familjen måreväxter. Inga underarter finns listade i Catalogue of Life.